# Lê Minh Trí
Lê Minh Trí (sinh ngày 1 tháng 11 năm 1960) là chính khách người Việt Nam. Ông hiện là Chánh án Tòa án nhân dân Tối cao, đại biểu Quốc hội Việt Nam khóa XIV nhiệm kì  thuộc Đoàn Đại biểu Quốc hội Thành phố Hồ Chí Minh, nguyên là Viện trưởng Viện Kiểm sát nhân dân tối cao. Ông đã trúng cử đại biểu quốc hội năm 2016 ở đơn vị bầu cử số 4, Thành phố Hồ Chí Minh (gồm quận 5, quận 10 và quận 11) với tỉ lệ 70,48% số phiếu. Trong Đảng Cộng sản Việt Nam, ông là  Bí thư Trung ương Đảng Cộng sản Việt Nam khóa XIII, Ủy viên Ban Chấp hành Trung ương Đảng khóa XIII, Bí thư Ban Cán sự Đảng Viện Kiểm sát nhân dân tối cao.

## Thân thế
Ông sinh năm 1960 tại xã Tân Thông Hội, Củ Chi, Thành phố Hồ Chí Minh. Ông hiện cư trú tại quận Ba Đình, thành phố Hà Nội.

## Giáo dục
- Giáo dục phổ thông: 12/12
- Đại học An ninh, Cử nhân Luật
- Cao cấp lí luận chính trị

## Sự nghiệp
Ngày 6 tháng 7 năm 1984: ông gia nhập Đảng Cộng sản Việt Nam.
Lê Minh Trí bắt đầu sự nghiệp trong ngành công an. Ông là thư ký của Võ Viết Thanh (Bảy Thanh) khi ông Thanh làm Chủ tịch UBND TP.Hồ Chí Minh.
Ông trải qua nhiều chức vụ tại TP.Hồ Chí Minh như: Phó Bí thư Quận ủy - Chủ tịch UBND Quận 11, Phó Bí thư Quận ủy - Chủ tịch UBND Quận 1.
Ông từng là Đại biểu HĐND Quận 11, TP.Hồ Chí Minh nhiệm kỳ 2004-2009.
Cuối năm 2009: ông được HĐND TP.Hồ Chí Minh bầu bổ sung làm Phó Chủ tịch UBND TP.Hồ Chí Minh.
Tháng 4/2013: Ban Bí thư điều động ông làm Phó Trưởng ban Nội chính Trung ương.
Tháng 1/2016: tại Đại hội Đại biểu toàn quốc lần thứ XII của Đảng Cộng sản Việt Nam, ông được bầu vào Ban Chấp hành Trung ương.

## Viện trưởng Viện Kiểm sát nhân dân tối cao lần 1
Sáng ngày 8 tháng 4 năm 2016, tại kì họp thứ 11 Quốc hội khóa XIII đã bỏ phiếu bầu ông Lê Minh Trí - Ủy viên Ban Chấp hành Trung ương Đảng, Phó Trưởng ban Nội chính Trung ương  giữ chức vụ Viện trưởng Viện Kiểm sát nhân dân tối cao nhiệm kì 2011-2016 thay ông Nguyễn Hòa Bình, với 316/490 phiếu hợp lệ (63,97% tổng số đại biểu Quốc hội). Lúc này ông không phải là đại biểu Quốc hội Việt Nam khóa XIII và cũng không làm việc trong ngành kiểm sát.

## Đại biểu Quốc hội Việt Nam Thành phố Hồ Chí Minh nhiệm kì 2016-2021
Ngày 22/5/2016: ông trúng cử Đại biểu Quốc hội Việt Nam khóa XIV ở đơn vị bầu cử số 4, Thành phố Hồ Chí Minh (gồm quận 5, quận 10 và quận 11) với tỉ lệ 70,48% số phiếu. Lúc này ông đang là Ủy viên Trung ương Đảng, Ủy viên Ban Chấp hành Đảng ủy Khối Các cơ quan Trung ương, Bí thư Ban Cán sự Đảng - Viện trưởng Viện Kểm sát nhân dân tối cao.
Trong ngày 12 và 13 tháng 5/2017: ông  có buổi tiếp xúc cử tri tại các Quận 5, 10 và 11, TP.Hồ Chí Minh trước thềm kỳ họp lần thứ 3 Quốc hội khóa XIV dự kiến khai mạc vào ngày 22/5/2017. Ông cho biết dù mới nhậm chức Viện trưởng Viện KSND tối cao 7 ngày nhưng đã phê chuẩn quyết định cách chức Phó Viện trưởng và Kiểm sát viên Viện KSND huyện Bình Chánh vào ngày 13/8/2016 vì có sai phạm trong vụ việc khởi tố vụ án hình sự chủ quán cà phê "Xin Chào" do chậm đăng ký kinh doanh. Ông cũng sẽ kiên trì kiến nghị Quốc hội thành lập Quỹ nuôi dưỡng, đào tạo để khuyến học.
Ngày 24/6/2017, ông đã có buổi tiếp xúc cử tri Quận 10, TP.Hồ Chí Minh sau kỳ họp thứ 3, Quốc hội khóa XIV. Ông cho biết đã và sẽ tiếp tục chỉ đạo các đơn vị của Viện KSND tối cao làm rõ những vụ án liên quan đến việc xâm hại trẻ em nói riêng, cũng như tội phạm nói chung trên cơ sở tuân thủ triệt để các quy định của pháp luật, tránh oan sai và không để lọt tội phạm.
Ngày 13/10/2017: ông tiếp xúc cử tri các Quận 5, Quận 10 TP. Hồ Chí Minh để báo cáo Bản Dự kiến nội dung trước thềm Kỳ họp thứ 4, Quốc hội khóa XIV và trả lời những ý kiến đóng góp và kiến nghị của cử tri. Ông cho biết sẽ có kiến nghị đến Thành ủy, HĐND, UBND TP. Hồ Chí Minh về vấn đề lãng phí quỹ đất nông nghiệp của TP.Hồ Chí Minh.

## Viện trưởng Viện Kiểm sát nhân dân tối cao lần 2
Sáng ngày 27/7/2016:  tại phiên họp thứ nhất, Quốc hội khóa XIV đã bỏ phiếu kín bầu ông tiếp tục giữ chức vụ Viện trưởng Viện KSND nhiệm kì 2016-2021, với 448 phiếu thuận (tương đương 90,69%).
Ngày 15/3/2017: trên cương vị Viện trưởng Viện KSND tối cao, ông đã yêu cầu Cơ quan Cảnh sát điều tra (Công an Tp.Vũng Tàu, tỉnh Bà Rịa – Vũng Tàu) ra ngay quyết định khởi tố bị can Nguyễn Khắc Thủy (sinh năm 1940, nguyên Giám đốc Ngân hàng Nhà nước Việt Nam chi nhánh tỉnh Bà Rịa – Vũng Tàu) ngụ ở chung cư Lakeside, phường Nguyễn An Ninh, thành phố Vũng Tàu về tội "Dâm ô trẻ em", theo quy định tại Điều 116, Bộ luật Hình sự dưới yêu cầu của Chủ tịch nước Trần Đại Quang. Mặc dù trước đó hai ngày, ngày 13 /3/2017, Viện KSND Tp.Vũng Tàu đã không phê chuẩn quyết định khởi tố bị can mà gia hạn thêm 2 tháng để tiếp tục điều tra "vì nhận thấy chưa đủ cơ sở, cần phải củng cố thêm chứng cứ". Ngày 17/11/2017, TAND Tp.Vũng Tàu đã tuyên phạt Nguyễn Khắc Thủy (77 tuổi) 3 năm tù về tội Dâm ô đối với trẻ em trong phiên tòa sơ thẩm.
Trong nhiệm kì này thư ký của ông là Mai Trung Thành - Phó Chánh văn phòng Viện KSND tối cao được bổ nhiệm làm Phó Viện trưởng Viện KSND TP.Hồ Chí Minh ngày 29/10/2019.

## Viện trưởng Viện Kiểm sát nhân dân tối cao lần 3
Ngày 26 tháng 7 năm 2021, tại kỳ họp thứ nhất, Quốc hội khóa XV, Với 480/480 đại biểu Quốc hội có mặt tán thành (bằng  96,19% tổng số đại biểu), Quốc hội đã biểu quyết thông qua nghị quyết bầu ông Lê Minh Trí giữ chức Viện trưởng Viện KSND Tối cao nhiệm kỳ 2021-2026.

## Bí thư Trung ương Đảng khóa XIII
Ngày 16 tháng 8 năm 2024, Ban Chấp hành Trung ương Đảng đã quyết định giới thiệu nhân sự và cho ý kiến để Bộ Chính trị giới thiệu nhân sự kiện toàn lãnh đạo một số cơ quan nhà nước nhiệm kỳ 2021 - 2026 theo quy định.
Ban Chấp hành Trung ương Đảng đã bầu bổ sung ông Lê Minh Trí, Viện trưởng Viện KSND Tối cao nhiệm kỳ 2021-2026 làm Ủy viên Ban Bí thư khóa XIII (2021 - 2026)

## Vụ án Hồ Duy Hải
Ngày 22/11/2019: sau khi có ý kiến từ Văn phòng Chủ tịch nước thông báo ý kiến chỉ đạo của Tổng Bí thư - Chủ tịch nước Nguyễn Phú Trọng, Lê Minh Trí đã ký quyết định ban hành kháng nghị giám đốc thẩm vụ án Hồ Duy Hải vốn kéo dài dai dẳng từ năm 2008. Tuy nhiên, trong phiên tòa giám đốc thẩm tháng 5 năm 2020, dưới sự chủ trì của Chánh án TAND tối cao Nguyễn Hòa Bình, kháng nghị giám đốc thẩm của Viện trưởng Viện KSND tối cao Lê Minh Trí đã bị bác bỏ.